# Dvärgvårlök
Dvärgvårlök, Gagea minima (L.) Ker Gawl. är en flerårig ört i familjen liljeväxter. Ett traditionellt namn är kråklök, som emellertid lika gärna kan avse den vanliga vårlöken, Gagea lutea.

## Beskrivning

Skruvknippe

Dvärgvårlök blir 7 – 15 cm hög. Den skiljer sig från den nära besläktade allmänna vårlöken (Gagea lutea) genom smalare örtblad och spetsiga kalkblad, samt att den har blomställningens (skruvknippets) alla axlar mer eller mindre tydligt förlängda. Blomningstiden är mars till maj.
Till skillnad från den vanliga vårlöken har dvärgvårlök endast ett enda och mycket smalt basalblad, högst 2 mm brett. Det kan bli upp till 16 cm långt. Stjälkbad är mycket kortare och upp till 8 mm breda,
I toppen på stjälken sitter 1 — 7 blommor. Blomman har 6 ståndare och 1 pistill. Kalkbladen är 10 — mm långa. De är spetsiga och ljust gula på insidan. Baksidan kan ibland skifta i grönt. Spetsarna böjer sig ofta nadåt. Blomskaften är vanligen kala, men kan ibland ha glest med hår.
Blomman lockar med sin nektar insekter som pollinerar. Frukten är en kapsel med frön.
Normalt sitter en stor lök plus en mindre lök inom ett gemensamt, brunt skal. Ofta finns dessutom flera smålökar i skalet. Genom de många lökarna sprider sig dvärgvårlök lätt, och kan bli till hela mattor. Sprider sig även genom frön. Kommer dvärgvårlök in i odlingar kan den bli betraktad som ogräs.
Diploid med kromosomtal 2n 2 × 12 = 24.

## Habitat
Eurasien i gles lövskog och buskskog.
Dvärgvårlök har spritt sig från Skandinavien via Centraleuropa till Syd- och Sydösteuropa, vidare bort genom Mindre Asien, över Kaukasus bort till Sibirien.
I somliga delar av Centraleuropa har dvärgvårlök numera blivit sällsynt eller t o m sårbar.
I Sverige är dvärgvårlök är vanlig i Södermanland och Uppland, men mindre vanlig eller t o m sällsynt i övriga landskap. Saknas längst i norr.
I Norge når den norrut åtminstone till Bergen.

### Utbredningskartor
- Norden
- Norra halvklotet

## Biotop
Kulturpåverkad, gärna lerig lucker mark. Gynnas av fuktig luft. pH omkring 10.
Frisk, näringsrik blandad lövskog. Halvskuggigt, måttlig temperatur.
Skyr natriumkloridhaltig omgivning.

## Etymologi
- Släktnamnet Gagea är en eponym nominerad av Richard Anthony Salisbury 1806 som en belöning till den brittiska botanikern Sir Thomas Gage (1781–1820). Salisburys förslag var att Gagea stellaris skulle bli ny benämning för basionymen Ornithogalum minimum L.. (Latin stellaris betyder stjärnliknande, av  stella = stjärna. Syftningen var blommans utseende.)
Idag räknas Gagea stellaris som synonym till nu (2020) gällande vetenskapliga namn, Gagea minima.
- Artepitetet minima är latin och betyder "mycket liten".

## Synonymer
- Gagea arvensis (Pers.) Dumort., 1827 nom. superfl. nom. illeg.
- Gagea baumgarteniana Schur, 1866
- Gagea callosa (Kit.) Schult. & Schultf., 1829
- Gagea callosa var. alpina A.Terracc., 1905
- Gagea gracile Hagen
- Gagea haynii Baumgart.
- Gagea minima var. calabra N.Terracc., 1896
- Gagea minima var. callosa (Kit.) Nyman, 1882
- Gagea minima f. paradoxa Illitsch. , 1827
- Gagea minima f. robusta Piotr., 1897
- Gagea minima f. robusta (Piotr.) Pasher, 1907
- Gagea minima f. rufula A.Terracc., 1905
- Gagea minima var. albiflora V.J.Zinger, 1881
- Gagea stellaris Salisb., 1806 nom. superfl. nom. illeg.
- Gagea sternbergii (Hoppe) Sweet, 1826
- Gagea sternbergii Loudon, 1830
- Ornithogalum acutipetalum Herb. ex Schult. & Schult.f. 1829
- Ornithogalum arvense Pers., 1794 Basionym, ej synonym nom. superfl. nom. illeg.
- Ornithogalum arvense var. acaule (DC.) Lej. & Courtois, 1831
- Ornithogalum arvense var. bulbiferum (DC.) Gaudin, 1828
- Ornithogalum arvensis (Pers. Dumort, 1827
- Ornithogalum callosum Kit., 1814
- Ornithogalum callosum Kit. ex Schult. 1814 Basionym, ej synonym
- Ornithogalum gracile hort., (1885), 1883
- Ornithogalum gracile Baker, 1874
- Ornithogalum gracile K.G.Hagen, 1819
- Ornithogalum minimum L., 1753 Basionym, ej synonym
- Ornithogalum minimum (L.) Link, 1829
- Ornithogalum minimum Heldr. ex Nyman, 1882
- Ornithogalum minimum O.F.Müll., 1775
- Ornithogalum minimum Willd., 1799
- Ornithogalum minimum Baker, 1904
- Ornithogalum minimum var. acaule DC. 1805
- Ornithogalum minimum var. bulbiferum DC. 1805
- Ornithogalum minus L., 1771 Basionym, ej synonym
- Ornithogalum minus Gilib.
- Ornithogalum minutum Pall., 1773
- Ornithogalum pannonicum Chaix ex Vill., 1779
- Ornithogalum proliferum Pall., 1795
- Ornithogalum sternbergii' Hoppe, 1806
- Ornithoxanthum arvense (Pers.) Link, 1829
- Ornithoxanthum gracile (K.G.Hagen) Link, 1829
- Ornithoxanthum minimum (L.) Link, 1829
- Ornithoxanthum sternbergii (Hoppe) Link, 1829
- Stellaris minima (L.) Moencj, 1794
- Stellaster arvensis (Pers.) Kuntze, 1891
- Stellaster minimus (L.) Kuntze, 1891

## Bilder

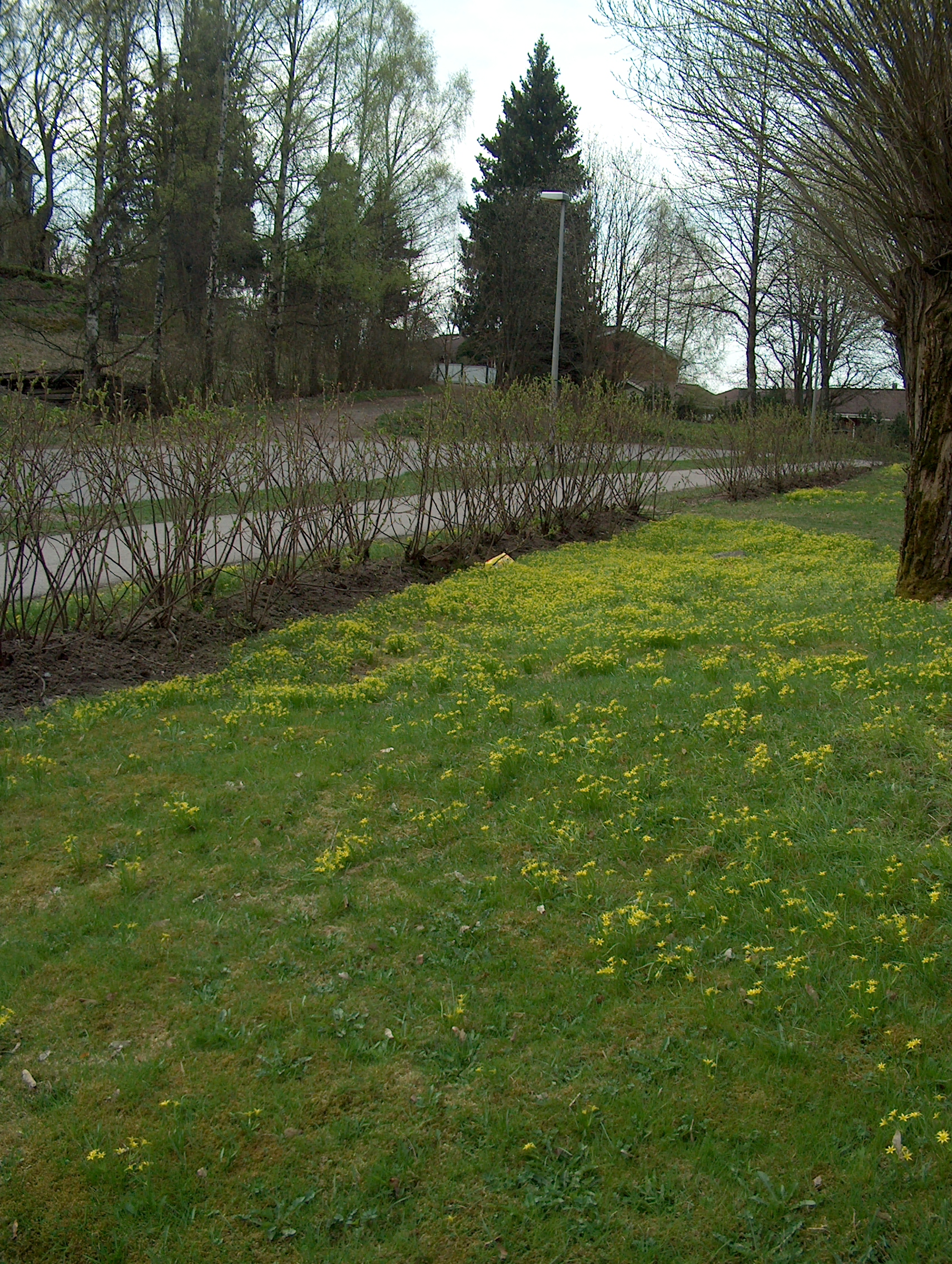
Habitat
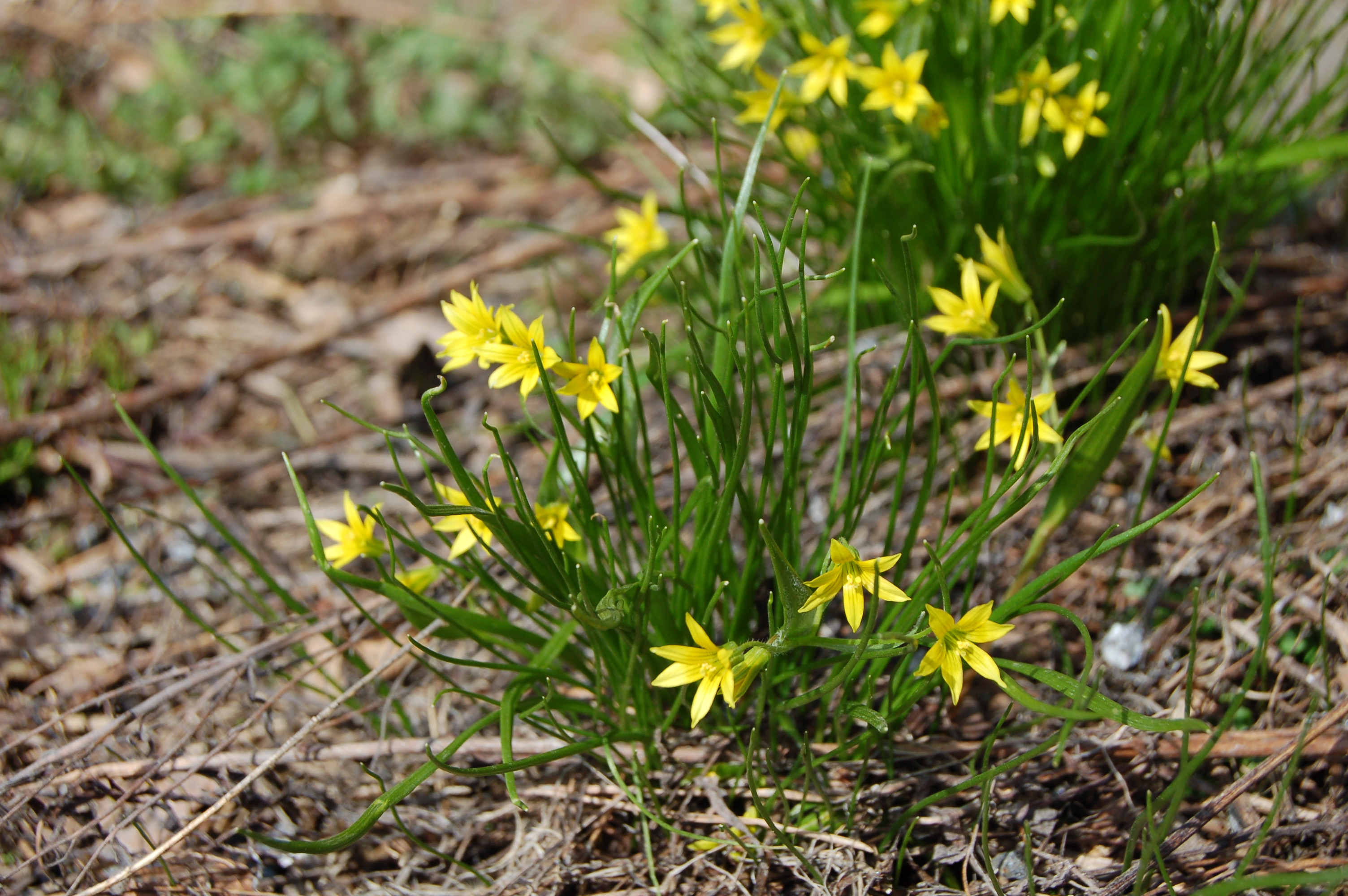
Växer i en tuva
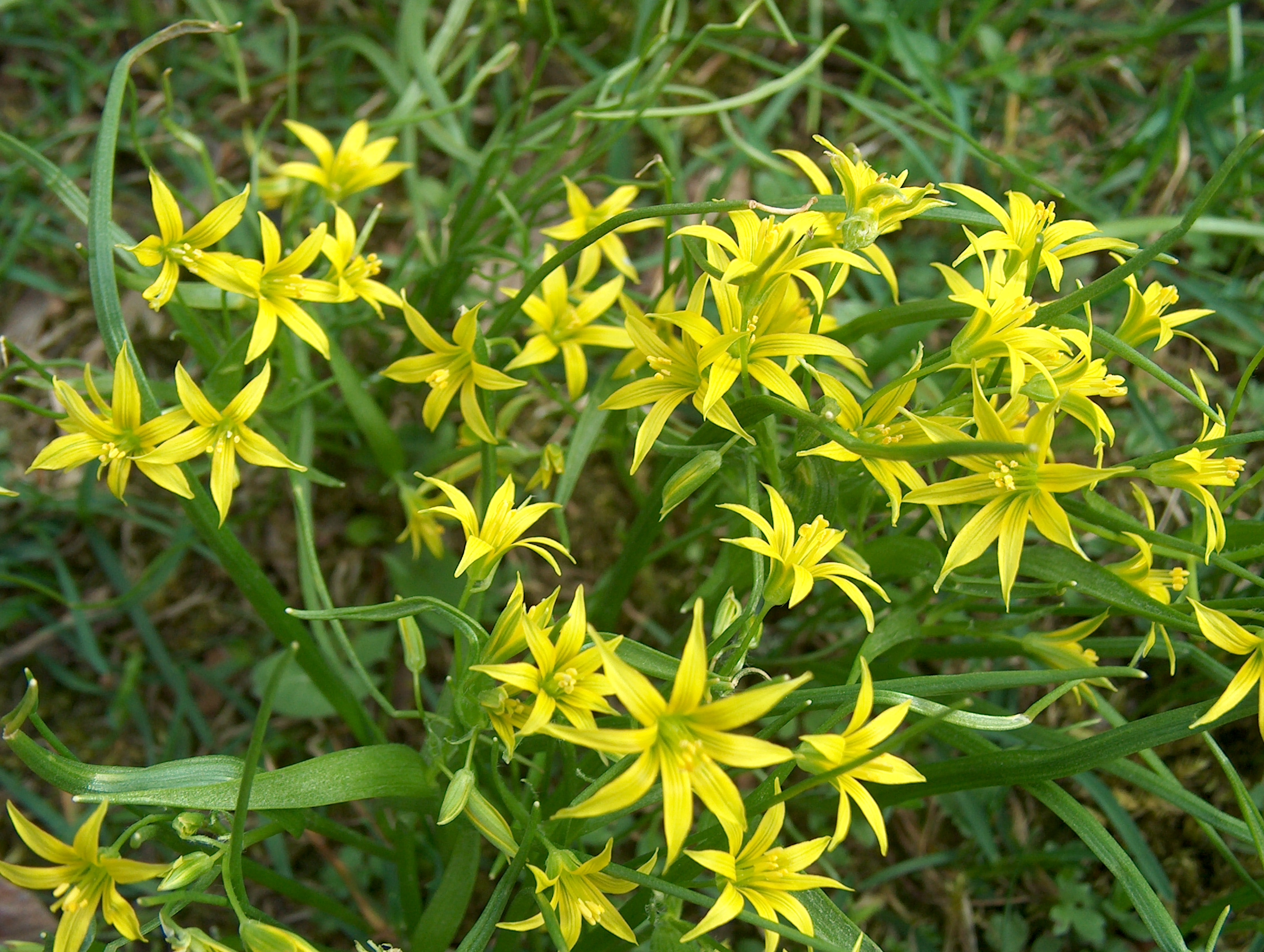
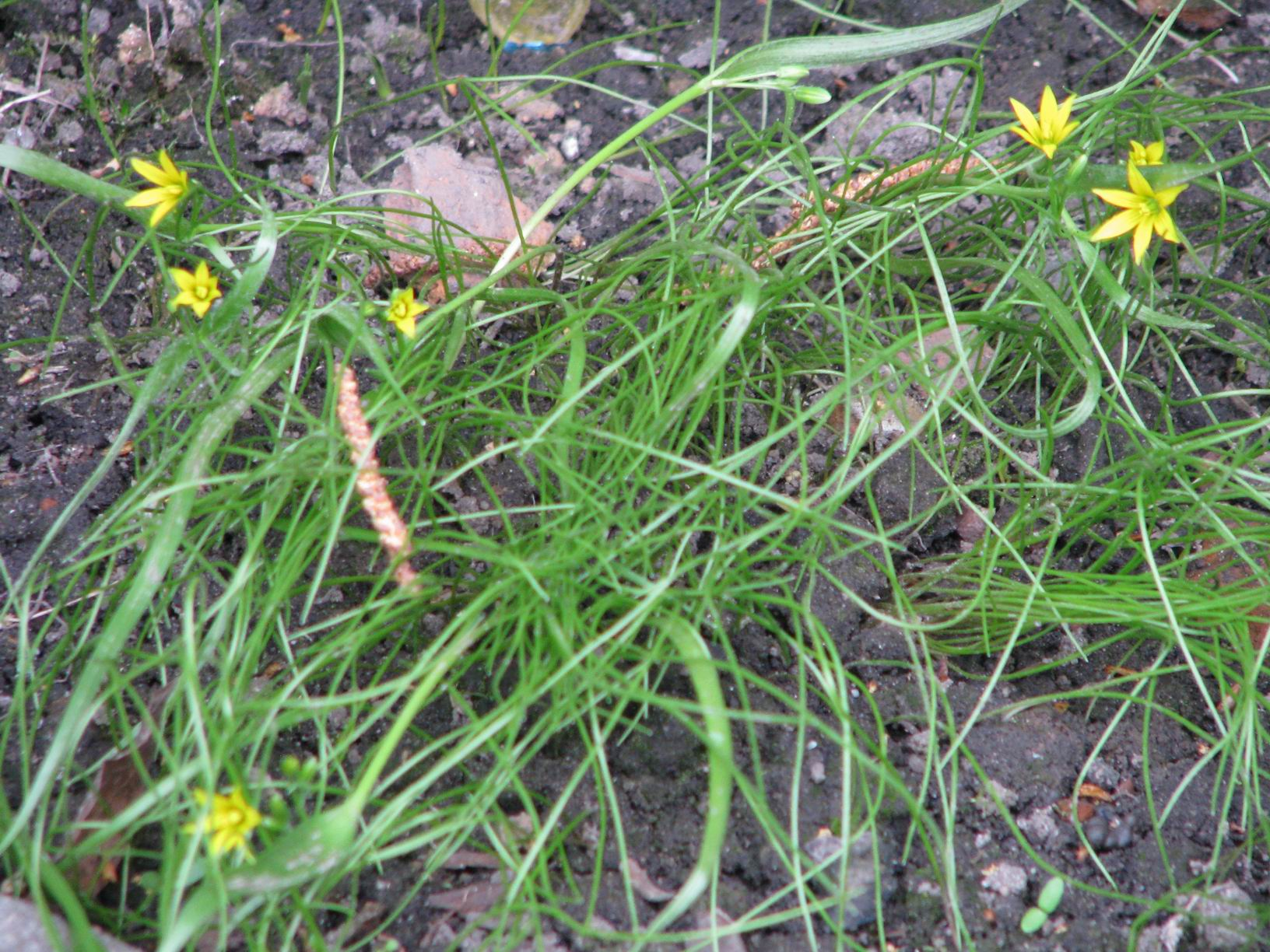
Basalbladen dominerar
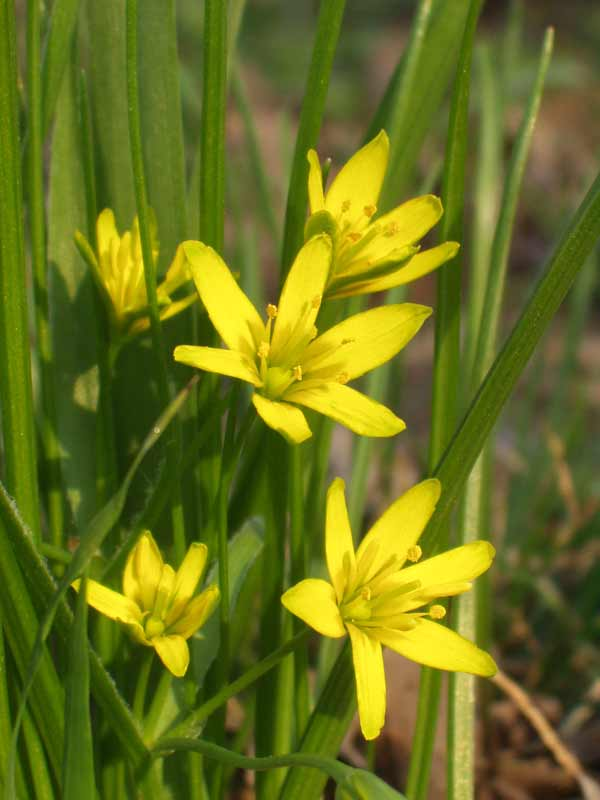
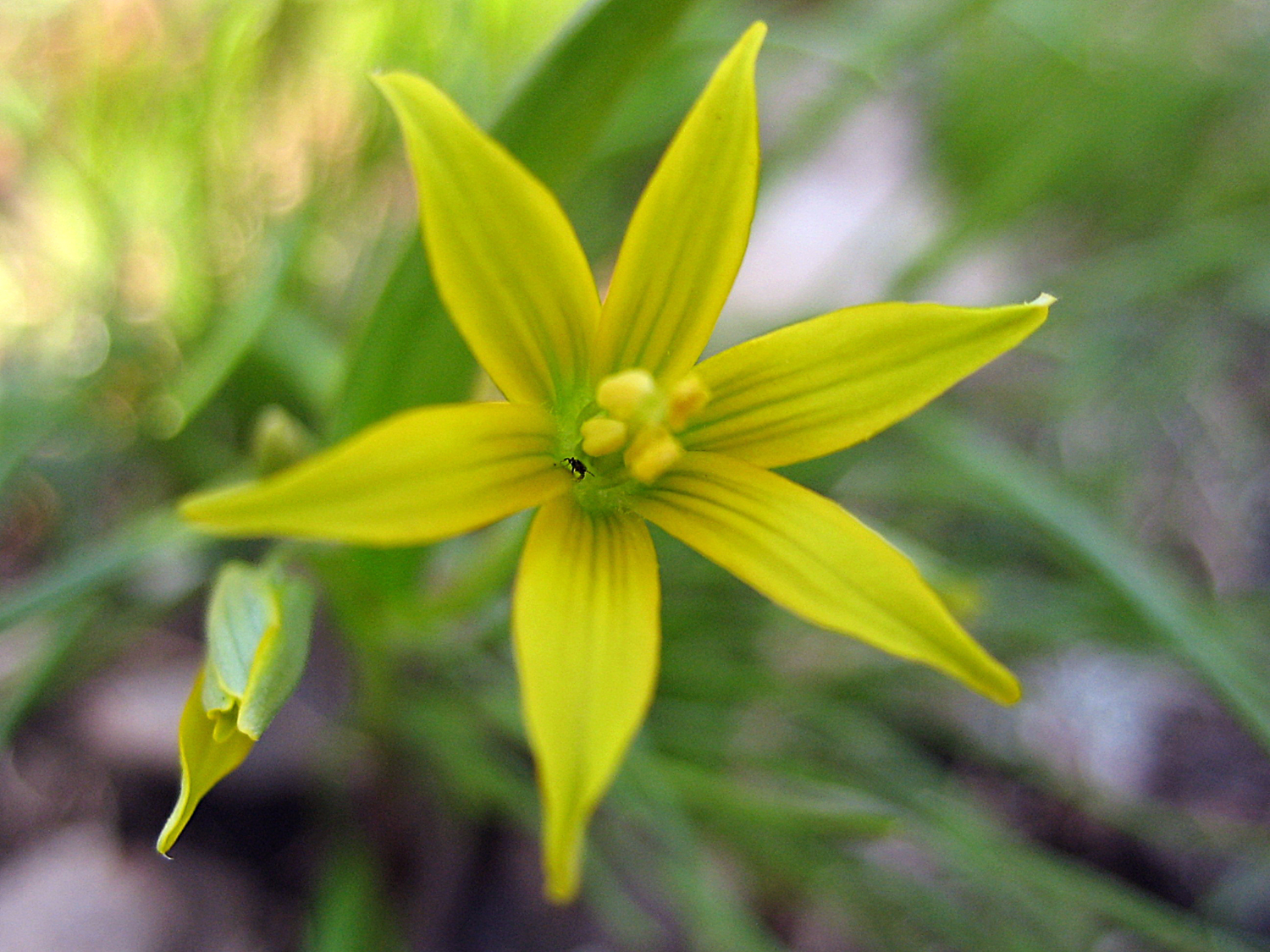
Nerverna kan ibland synas i grönt Underart?